# Caleb Strong
Caleb Strong (9 de janeiro de 1745 – 7 de novembro de 1819) foi um advogado e político americano, sendo o 6º e 10º governador de Massachusetts exercendo o cargo entre 1800 e 1807 e novamente de 1812 até 1816. Ele auxiliou na elaboração da Constituição do estado de Massachusetts em 1779 e serviu como senador do estado e do Conselho Governador de Massachusetts antes de ser eleito para o Senado dos Estados Unidos na legislatura inaugural daquela instituição. Foi um dos principais membros do partido federalista de Massachusetts e um membro do Essex Junto (poderoso grupo de advogados federalistas), sendo que seu sucesso político adiou o declínio dos federalistas em Massachusetts.
Adepto de moderar conflitos políticos às vezes duros entre federalistas e republicanos-democráticos comuns em Massachusetts, o nascido em Northampton percorreu o estado através dos primeiros anos do século XIX, bem como o resto do país e tornou-se progressivamente mais democrático. Embora ele pretendesse retirar-se da política, o advento da guerra de 1812 trouxe-o para o governo como um adversário empenhado da guerra. Ele se recusou aos pedidos do exército dos Estados Unidos para que Massachusetts colocasse a milícia sob o comando do exército, bem como em 1814 procurou envolver em conversações de paz o governador da Nova Scotia John Coape Sherbrooke. Em razão da posição do estado e a fraca defesa do governo federal a fronteira norte do Massachusetts, Castine, Maine foi ocupada pelos britânicos, durante o mandato de Strong, contribuindo para a campanha bem sucedida para formar o estado de Maine, que foi concedido em 1820.

## Início de vida
Caleb Strong nasceu em Northampton, uma das principais cidades do Condado de Hampshire no Rio de Connecticut na província de Massachusetts Bay. Filho único, seus pais eram Phebe Lyman Strong e Caleb StrongPhebe, um descendente de colonos de Massachusetts. Ele recebeu sua educação inicial do reverendo Samuel Moody e entrou para o Harvard College em 1760, graduando-se quatro anos mais tarde, com distinção. Logo depois foi afligido pela varíola, que temporariamente cegou-o e impediu-o de engajar-se no estudo de direito por vários anos. Mais tarde ele estudou direito com Joseph Hawley, sendo admitido para prática jurídica em 1772 e começou o exercício da advocacia em Northampton.

## Revolução Americana
Quando iniciou a Guerra Revolucionária Americana em 1775, Strong foi considerado incapaz para servir nas forças armadas por causa de sua visão prejudicada, sem embargos era ativo na causa patriota. Ele serviu no Comitê de segurança do Northampton e outros cargos locais, mas recusou atuar no Congresso Continental. Ele foi eleito para o Congresso Provincial de Massachusetts em 1776. Ele era um delegado à Convenção constitucional de Massachusetts de 1779 e foi eleito para o Comitê que redigiu a constituição do Estado, ratificada em 1780. Ele então serviu no primeiro Conselho de governo e no Senado Estadual de 1780 a 1789.
A atividade jurídica de Strong prosperou durante os anos tumultuados da guerra. Ele tornou-se um juiz da corte de Common Please em 1775 e foi nomeado Procurador-de-Condado do Condado de Hampshire no ano seguinte, cargo que ocupou até 1800. Em mais de uma ocasião foi oferecido um cargo na Suprema Corte do Estado, mas rejeitou o cargo em virtude do salário ser insuficiente.

## Senador dos Estados Unidos
Strong foi eleito como delegado para a Convenção de Filadélfia que elaborou a Constituição dos Estados Unidos em 1787. Compromissado federalista, Strong era contrário ao sistema colegiado como meio de eleger o Presidente, em vez disso, apoiava a escolha pelo legislativo. Ele também foi um membro essencial da delegação para permitir a aprovação do "compromisso de Connecticut", que trouxe o acordo na Convenção sobre a estrutura do Congresso dos Estados Unidos. Uma doença de sua esposa forçou-o retornar ao Massachusetts antes que o trabalho foi concluído, desse modo não assinou o documento. No entanto, ele apoiou sua adoção pela ratificação na Convenção do estado.
Quando a constituição entrou em vigor em 1789, Strong foi escolhido pelo legislativo estadual para o Senado dos Estados Unidos. Como senador classe 2 ele disputou à reeleição em 1792, quando foi novamente escolhido. Foi membro da Comissão que elaborou o ato judiciário de 1789, que estabeleceu a justiça federal. Ele também foi um dos principais envolvidos em 1793 e 1794, do desenvolvimento e da aprovação pelo Congresso da 11ª emenda à constituição dos Estados Unidos. Esta medida foi promulgada em resposta ao caso Chisholm versus Geórgia, uma decisão de impacto da Suprema Corte em que um cidadão processou o estado da Geórgia. A alteração expandiu a imunidade de soberania dos Estados, assim eles não poderiam ser processados.
Strong também fez parte um pequeno grupo de senadores que convenceu o presidente George Washington em 1794 que um enviado especial deveria ir à Grã-Bretanha, a fim de evitar a guerra, sendo ele quem convenceu John Jay aceitar esse papel. Jay acabou negociando o que ficou conhecido como o Tratado de Jay, um tratado de paz e amizade entre a Majestade Britânica e os Estados Unidos, que resolveu uma série de questões entre as duas nações, mas também desagradou a liderança da França revolucionária.
Strong em 1796, renunciou ao seu cargo no senado e voltou à vida privada em Northampton.

## Governador de Massachusetts
Na eleição de 1800 Strong foi indicado pelos federalistas como seu candidato para governador. Seu principal adversário foi Elbridge Gerry, indicado pelos republicanos-democráticos. Strong foi criticado por seus adversários por sua falta ao serviço militar e o fato de que ele era um advogado. Ele rebateu através de sua associação com o patriótico Hawley. Sua popularidade na parte ocidental do estado foi decisiva, por larga margem, superando a vantagem que Gerry obteve no leste. O Governador Moses Gill morreu dez dias antes de Strong assumir o cargo no final de maio.
O mandato de Strong no cargo foi marcado por um virulento debate político no estado, principalmente sobre política externa relacionada à interferência britânica no comércio marítimo (consequência das guerras napoleônicas em curso subjugando a Europa). Ao longo dos anos de mandato de Strong os republicanos lentamente cresceram no poder.
Na eleição de 1806 eles finalmente garantiram a maioria na assembleia de Massachusetts e a eleição para governador foi notavelmente disputada e parelha aos concorrentes. Disputando principalmente com James Sullivan, Strong mal recebeu a maioria dos votos expressos. Com menos de 200 votos de diferença, o legislador visivelmente republicano examinou o resultado do escrutínio de forma partidária, dessa forma verificaram que ao Strong faltava uma maioria de votos, o que seria necessário para garantir a eleição (em oposição a uma pluralidade). Aliados federalistas de Strong no legislativo, denunciaram a natureza partidária da análise, então ele foi proclamado o vencedor depois de uma análise adicional, feita perante a opinião pública que era hostil aos processos de recontagem, corrigindo a contagem em seu favor. Em 1807 a eleição da maioria dos republicanos finalmente varreu Strong (juntamente com outros republicanos de New England) para fora do governo.

## Guerra de 1812
Em 1812 Strong foi convencido para sair de sua aposentadoria política para disputar novamente para governador. A guerra com a Grã-Bretanha era iminente, então os federalistas de Massachusetts procuraram um forte candidato para se opor à Elbridge Gerry, que tinha sido vitorioso contra Christopher Gore nas duas eleições anteriores. Gerry, que anteriormente tinha sido um pouco moderado, tinha-se tornado cada vez mais partidário durante seu mandato, e os federalistas visualizaram em Strong o sucesso anterior de seu governo e comportamento relativamente modesto como vantajosos. Eles também foram capazes de capitalizar o partidarismo do redistritamento recente do Estado para manipular as eleições, que resultou na criação do termo gerrymander (falsificar eleição) e o forte sentimento antiguerra para impulsionar Strong mais uma vez para a cadeira do governador e do partido para o controle da Assembleia Legislativa. Strong foi reeleito por ampla margem nos anos seguintes de guerra.
Strong assumiu uma posição inicial contra a guerra de 1812, geralmente, recusando-se a apoiar os esforços do governo federal para perseguir a guerra. Strong fazia parte de um grupo de federalistas de Massachusetts (e, mais amplamente, New England) que se queixaram que na "Guerra de Madison" o governo federal atropelou os estados e os direitos individuais. Ele aderiu ao posicionamento que afirmava que a milícia não poderia ser obrigada a servir sob o comando do exército regular. Por causa desta postura, ao estado foi negado um carregamento de armas que em vez disso foi redirecionado para áreas de fronteira e ao palco de guerra. Ele chamou a milícia do estado quando a Marinha Real apertou seu bloqueio na costa de Nova Inglaterra, mas nenhuma ação foi tomada para evitar contrabando ao longo das fronteiras do estado com as províncias britânicas no geral.
Após a apreensão britânica de Castine (distrito do Estado Oriental, agora Maine), Strong chamou o legislativo para uma sessão no início de outubro de 1814 para responder à ocupação. Um dos resultados desta sessão foi uma chamada para uma reunião de Estados contra a guerra, que ficou conhecida como a Convenção de Hartford. Na época da Convenção (realizada no início de dezembro de 1814 em Hartford, Connecticut) Strong escreveu secretamente para o governador de Nova Scotia Sir John Coape Sherbrooke, oferecendo essencialmente uma paz especial e separada em troca da devolução do território apreendido. O Tratado de Ghent pôs fim à guerra, antes que estas negociações levassem para qualquer lugar.
Em 1816, com o fim da guerra, Strong escolheu retirar-se da política. Strong morreu em Northampton, em 7 de novembro de 1819 e foi enterrado no cemitério Bridge Street Cemetery.

## Família, filantropia e legado
Em 1777 Strong casou com Sarah Hooker, filha de um pastor local. Eles tiveram nove filhos, apenas quatro sobreviveram. Strong era ativo em sua igreja e membro da sociedade Bíblica e missionário. Ele foi um membro fundador da academia americana de artes e ciências e um membro da sociedade histórica de Massachusetts.
Na segunda guerra mundial, o navio estadunidense Liberty ship SS Caleb Strong foi assim nomeado em sua homenagem. A cidade de Strong, Maine foi nomeada em sua honra, como também foi Strongsburg, atualmente Windham, Ohio.

## Fonte da tradução
- Este artigo foi inicialmente traduzido, total ou parcialmente, do artigo da Wikipédia em inglês cujo título é «Caleb Strong».